# حلزون أسود الفم
حلزون أسود الفم نوع من الحلزون الأرضي الذي يتنفس الهواء، متوسط القد مبتذل يكثر في المناطق الحارة. لونه أمغر عابق يعلوه تأذير حنطي منتظم. صنفه من حيث الجودة والطعم يأتي في المرتبة الثالثة.

## التوزع
يوجد في الجزائر وتونس وجنوب فرنسا 